# I, Pet Goat II
I, Pet Goat II es un cortometraje canadiense de animación de 2012 dirigido, producido y editado por Louis Lefebvre. La premisa del mismo se centra en la sociedad y política estadounidense, en especial las administraciones George W. Bush y Barack Obama con alegorías bíblicas y egipcias con un escenario postapocalíptico de fondo.
El título del corto hace referencia al cuento infantil The Pet Goat (conocido popularmente y equivocadamente como My Pet Goat) de Siegfried Engelmann y Elaine C. Bruner. Dicho libro obtuvo popularidad internacional a raíz de los atentados del 11 de septiembre de 2001, fecha en la que el entonces Presidente George W. Bush estuvo en la escuela Emma Baker de Sarasota, Florida leyendo a los alumnos en el momento de producirse los ataques.
En cuanto a la producción, cabe destacar las alusiones a teorías de conspiración y simbolismos crípticos.

## Producción
La producción dio comienzo en 2006. En 2008 Lefebvre fundó sus estudios: Heliofant en Montreal, Quebec donde trabajó con varios animadores en 3D y con Tanuki Project en la orquestación musical. Las herramientas usadas en el cortometraje fueron Autodesk Maya, V-Ray, FumeFX y RealFlow.

## Recepción[2]
El corto fue viral en su momento debido a los diversos simbolismos que presenta. Alguno de los premios que recibió fueron:
- Ocelot Robot Film Festival 2012 - Best Short Film
- Fubiz - Best of 2012 (14th of 100)
- The Future of Animation - The Short of the Week Award
- 4th International Animated Short Film Festival “Ciné court animé” (Roanne) - 3D Movie Creation Best Film Distinction
- Bitfilm Festival - 3D Film Award
- Toronto Animation Arts Festival International
- Short Shorts Film Festival & Asia 2013
- 20th Granada Short film festival - International Competition